# Aksjomatyka Hilberta
Aksjomatyka Hilberta – zestaw aksjomatów geometrii euklidesowej podany przez Davida Hilberta w roku 1899 w jego pracy Grundlagen der Geometrie (Podstawy geometrii). System Hilberta jest podstawą większości współczesnych ujęć geometrii euklidesowej. Podana tu aksjomatyka nie pochodzi z oryginalnej pracy Hilberta (pierwotnie aksjomatów było 21), a z następnych jego prac i liczy 20 aksjomatów.
Hilbert podał swój system aksjomatów po tym, jak pod koniec XIX wieku okazało się, że zestaw pewników Euklidesa podany w Elementach zawiera luki. System Hilberta jest już zupełny.
Pojęciami pierwotnymi (tj. niedefiniowalnymi) są: punkt, prosta, płaszczyzna, leżeć na, zawierać się w, pomiędzy, przystawać. Aksjomaty, opisujące własności pojęć pierwotnych podzielone są na grupy.

## I. Aksjomaty incydencji
1. Dla dowolnych dwóch punktów A, B istnieje prosta a, zawierająca oba te punkty.
2. Dla dowolnych dwóch różnych punktów A, B istnieje co najwyżej jedna prosta zawierająca oba te punkty.
3. Na dowolnej prostej leżą co najmniej dwa różne punkty. Istnieją co najmniej trzy różne punkty, nieleżące na jednej prostej.
4. Dla dowolnych trzech punktów A, B, C, które nie leżą na tej samej prostej, istnieje płaszczyzna α zawierająca wszystkie te trzy punkty. Każda płaszczyzna zawiera co najmniej jeden punkt.
5. Dla dowolnych trzech punktów A, B, C, które nie leżą na tej samej prostej, istnieje co najwyżej jedna płaszczyzna α zawierająca wszystkie te trzy punkty.
6. Jeżeli dwa punkty A, B leżące na prostej a leżą na płaszczyźnie α, to każdy punkt prostej a leży na płaszczyźnie α.
7. Jeżeli dwie płaszczyzny α i β mają punkt A wspólny, to mają co najmniej jeszcze jeden punkt wspólny B różny od A.
8. Istnieją co najmniej cztery punkty nieleżące w jednej płaszczyźnie.

## II. Aksjomaty uporządkowania
1. Jeżeli punkt B leży pomiędzy punktami A i C, to punkty A, B, C są różnymi punktami leżącymi na jednej prostej.
2. Dla dowolnych punktów A, C istnieje na prostej AC punkt B taki, że C leży pomiędzy A i B.
3. Dla dowolnych trzech punktów A, B, C jednej prostej jeden i tylko jeden leży pomiędzy pozostałymi dwoma.
4. Dla dowolnych trzech punktów A, B, C nieleżących na jednej prostej i prostej a leżącej w płaszczyźnie ABC lecz nie zawierającej żadnego z punktów A, B, C: jeśli prosta a ma punkt wspólny z odcinkiem AB, to ma również punkt wspólny z odcinkiem AC lub odcinkiem BC.

Jest to tak zwany aksjomat Pascha. Jego nazwa pochodzi od nazwiska XIX-wiecznego matematyka niemieckiego Moritza Pascha, który pierwszy zauważył jego konieczność w systemie aksjomatów Euklidesa.

## III. Aksjomaty przystawania
1. Dla danych punktów A, B leżących na prostej a i danego punktu A'  na a lub innej prostej a', istnieje punkt B'  na danej stronie a'  taki, że odcinki AB i A'B'  są przystające.
2. Jeżeli odcinki A'B'  i A"B" są przystające do tego samego odcinka AB, to wówczas odcinek A'B'  przystaje do odcinka A"B".
3. Dla danej prostej a i leżących na niej odcinków AB i BC takich, że ich jedynym punktem wspólnym jest B oraz tej samej bądź innej prostej a'  i leżących na niej odcinków A'B'  i B'C'  takich, że ich jedynym punktem wspólnym jest B: jeżeli AB przystaje do A'B'  i BC przystaje do B'C', to AC przystaje do A'C' .
4. Jeżeli {\displaystyle \angle }ABC jest kątem, a B'C' półprostą, to na każdej stronie prostej B'C'  istnieje dokładnie jedna półprosta B'A'  taka, że kąt {\displaystyle \angle }A'B'C'  przystaje do kąta {\displaystyle \angle }ABC. Jako wniosek otrzymujemy stąd, że każdy kąt przystaje do siebie samego.
5. Jeśli dla dwóch trójkątów ABC i A'B'C'  odcinki AB, BC i AC przystają odpowiednio do odcinków A'B' , B'C'  i A'C', to trójkąty ABC i A'B'C'  są przystające.

## Aksjomat równoległości
- Dla danej prostej a i punktu B nie leżącego na niej, istnieje w płaszczyźnie zawierającej a i B co najwyżej jedna prosta zawierająca B i niemająca punktów wspólnych z a.

Jest to inne sformułowanie słynnego piątego pewnika Euklidesa.

## Aksjomaty ciągłości
1. (Aksjomat Archimedesa): Dla danych odcinków AB i CD istnieje taka liczba naturalna n, że odkładając odcinek CD n-krotnie od punktu A na prostej AB, punkt końcowy przekroczy punkt B.
2. Nie istnieje rozszerzenie relacji określonej na dowolnym podzbiorze punktów prostej, która zachowuje uporządkowanie i przystawanie odcinków i spełnia wszystkie aksjomaty grup I–III oraz aksjomat Archimedesa.